# Ghostbusters (Fernsehserie)
Ghostbusters ist eine US-amerikanische Zeichentrickserie aus den Jahren 1986 bis 1988. Die 65 Folgen der Ghostbusters-Serie wurden infolge des Erfolges des Kinohits Ghostbusters – Die Geisterjäger von 1984 von der Firma Filmation produziert. Filmations Ghostbusters basieren aber inhaltlich auf der Fernsehserie The Ghost Busters aus den Jahren 1975 bis 1976, an der Filmation die Rechte hielt. Nicht zu verwechseln ist der Cartoon mit der fast zeitgleich entstandenen Serie The Real Ghostbusters, die lose auf dem Film von 1984 basierte.

## Handlung
Jake Kong und Eddie Spencer sind die Söhne der Protagonisten der 1970er-Jahre Ghostbusters. Von der damaligen Besetzung ist nur Gorilla Tracy verblieben, der bereits mit den Vätern der beiden arbeitete. Das Hauptquartier der Ghostbusters, das Ghost Command, ist ein von außen heruntergekommen wirkendes, unscheinbares Herrenhaus, das mitten in den Häuserschluchten einer modernen Großstadt liegt. In den Räumlichkeiten horten die Ghostbusters ihre Ausrüstung: Ein sprechendes Telefon, einen ähnlich beschaffenen Fernseher, ihr mutantisches Haustier Belfry, ihren klapprigen Einsatzwagen GeeBee (lautmalerisch für GB; „Ghost Buggy“) sowie ihre Geister-Blaster.
Zusammen und mit Unterstützung diverser Freunde stellen sie sich gegen den skrupellosen Geisterführer Prime Evil und dessen Schergen.

## Figuren (Auswahl)

### Die Ghostbusters und ihre Verbündeten
Jake Kong Jr.ist, wie schon sein Vater vor ihm, der unbestrittene Anführer der Ghostbusters und trifft als solcher auch alle wichtigen Entscheidungen. Neben guten Einfällen und Ideen erweist sich für seine Truppe außerdem oft als nützlich, dass er bei Anwesenheit von Geistern chronisch Nasenjucken bekommt und diese somit zielsicher aufspürt. Jake führt im Einsatz die Hauptwaffe der Geisterjäger, den Dematerialisierer, dessen Strahlen die Spukgestalten desintegrieren.
Eddie Spencer Jr.auch er ist der Sohn und Nachfolger seines gleichnamigen Vaters. Und wie schon dieser ist auch Eddie ein zwar gutmütiger, aber auch leicht verschreckbarer und tollpatschiger Charakter, dessen Ungeschicktheit die Freunde nicht selten in Schwierigkeiten bringt. Eddie führt auf Einsätzen zumeist den Ghost-Gummer mit sich, eine Waffe die Geister an Ort und Stelle fixiert und so für Jakes Abschüsse Vorarbeit leistet.
TraceyDer Gorilla arbeitete bereits unter den Vätern von Jake und Eddie und ist somit das altgedienteste Mitglied des Ghostbuster-Teams. Obwohl er kaum spricht, ist der Primat extrem intelligent und zeichnet somit selbst für die Konstruktion und Wartung der Ausrüstung und Waffen der Geisterjäger verantwortlich. Neben seinem technischen Geschick ist Tracey seinen Kameraden auch durch seine enormen Körperkräfte ein nützlicher Waffengefährte.
Jessica WrayDie Reporterin ist eine gute Bekannte der Ghostbusters. Um an Storys zu kommen, geht sie oft Geistererscheinungen nach und so kreuzen sich ihre Wege häufig mit denen der Helden, von Zeit zu Zeit schließt sie sich ihnen sogar für Einsätze an. Jessica und Jake scheinen einander zugetan und flirten somit des Öfteren miteinander.
Belfryist ein kleiner Schwein-Fledermaus-Mutant, der eine Art Haustier der Ghostbusters darstellt. Obwohl er sich mit seinem Ultraschallschrei „Belfry-Blast“ durchaus zur Wehr setzen kann, lassen die Freunde den eifrigen kleinen Gesellen allerdings zumeist im Hauptquartier, aufgrund zu großer Gefahr der Einsätze, zurück.
Futuraist eine Geisterjägerin aus einer weit entfernten Zukunft, die immer mal wieder auftaucht, um den Ghostbusters unter die Arme zu greifen, oft aber auch, um deren Hilfe zu erbitten. In Einsätzen sind sowohl ihr Wissen über kommende Ereignisse sowie ihre telekinetischen Fähigkeiten von großem Vorteil. Futura verfügt zudem über einen fliegenden Scooter, den Time Hopper.

### Die Geisterhorden
Prime Evilist von der Erscheinung her eine Mischung aus Dämon und Roboter und der Hauptfeind der Ghostbusters. Der Magier residiert in einem gigantischen, kirchenschiff-ähnlichen Glasdom und ist Anführer der Geisterhorden. Seinen diversen Handlangern gegenüber tritt der Tyrann abfällig und nicht selten ungehalten auf. Wohl nicht zuletzt auch deswegen, weil diese in ihren Missionen stets gegen die ihm verhassten Ghostbusters unterliegen. Prime Evils monströse Orgel ist mit unzähligen magischen Funktionen versehen, die der Schurke bei Bedarf über deren Tastatur aktivieren kann.
Scared StiffDer schmächtige, ständig verängstigte Roboter ist eine Art Privatsekretär von Prime Evil und wird als solcher nicht selten Ziel dessen launischer Ausbrüche, durch die er regelmäßig in Einzelteile zerlegt wird.
Brat-A-RatDer in Gestalt einer Ratte dargestellte Helfer und persönliche „Berater“ von Prime Evil besitzt den klassischen Charakter eines Bösewichts: Verschlagen, hinterhältig und gewissenlos, vor allem aber treu seinem mächtigen Anführer untergeben. Brat-A-Rat muss nicht selten herhalten, wenn Prime Evil wieder einmal etwas misslingt. In seiner ganzen Niederträchtigkeit gibt Brat-A-Rat sich größte Mühe, möglichst gute, zumeist recht miese und gemeine, Einfälle zu haben, die den Ghostbusters Schaden zufügen könnten.

## Produktion und Veröffentlichung
Die Serie wurde ab 1986 von der Firma Filmation nach einem Entwurf von Marc Richards produziert.  Die Serie erschien auch auf VHS und DVD und wurde unter anderem ins Spanische, Italienische und Portugiesische übersetzt. 
In Deutschland wurde die Serie erstmals ab dem 30. April 1989 im Programm BimBamBino des Senders Tele 5 gezeigt. Später folgten Wiederholungen durch Kabel 1 und Junior. Im April 2008 erschien mit Ghostbusters, Vol. 1 auch in Deutschland via KSM die erste DVD-Box der Filmation’s Ghostbusters. Die Box enthält die Episoden 1 bis 22.

## Synchronisation
| Rolle             | Englischer Sprecher | Deutsche Sprecher |
| ----------------- | ------------------- | ----------------- |
| Jake Kong Jr.     | Pat Fraley          | Sascha Draeger    |
| Eddie Spencer Jr. | Peter Cullen        | Boris Tessmann    |
| Prime Evil        | Alan Oppenheimer    | Achim Schülke     |
| Mysteria          | Linda Gary          | N. N.             |
| Tracy             | Lou Scheimer        | Utz Richter       |
| Brat-A-Rat        | N. N.               | Sascha Draeger    |